# キッザニアTV
キッザニアTV（キッザニアティーブイ）は、2006年11月20日から2009年9月27日までBSフジにて放映されていたテレビ番組。
番組開始当時は毎週平日（月曜日～金曜日）の9:00～9:10の10分放送だったが、2007年10月から毎週日曜日の19:00～19:30の30分番組となる。

## 概要
- キッザニア東京の最新情報を配信していく番組である。

## キャスターの変遷
- 2007年4月からキャスターが出るようになり、子役の奥ノ矢佳奈と池田稜馬が務めた。その後女性キャスターが奥ノ矢から来代ひよりに交代した。

## 出演

### キャスター
- 奥ノ矢佳奈（2007年4月 - 9月）
- 池田稜馬（2007年4月 - 2008年3月）
- 来代ひより（2007年10月 - 2008年3月）
- 松野茜（2008年4月 - ）
- 原翔太郎（2008年4月 - ）

### レギュラー
- 根木翼（2006年 - ）
- 上野一舞 - ウルバノタイム
- 羽鳥絢美
- 冨澤風斗
- 小林京雄
- 植田大輝
- 田中明（2007年 - ）
- 齊藤稜駿
- 大松よう子
- 新井優歌
- 松浦愛紗
- 豊田聖亜
- 山田レイナ（2008年 - ）
- 石田直也（2009年 - ）

ほか

### コーナー出演者
- ハマカーン（キッザニア・ディスカッション）
- シーランド（キッザニア・ディスカッション　キッザニアリサーチ）
- ラヴドライブ（キッザニア・エコ探検隊）
- 三拍子

### ナレーター
- 田中真弓

## 主なコーナー
- キッザニアリポート - キッザニア東京で行われたイベントの紹介。
- アウトオブキッザニア - 企業の活動を学ぶ、一種のインターンシップを実践。
- キッザニア・エコ探検隊 - 地球温暖化などの環境問題についてキッザニア東京や、各地域、団体などの取り組みを紹介。
- キッザニア・ディスカッション - テーマごとに２つのチームに分かれ意見交換を行う。
- ウルバノタイム - キッザニア東京や仕事に関する事例の3択クイズ。
- キッザニアリサーチ - キッザニア東京内で子供たちに3つのアンケートを答えてもらい、結果などを公表する。

## 過去の出演者
- レム色（キッザニア・エコアカデミー 2008年3月まで）
- 仲谷みなみ
- 葉月あい
- 佐藤王宝

ほか

## スタッフ
- 制作・著作 - BSフジ